# Ioan Florea (pictor)
Ioan Florea (n. 26 septembrie 1940, Ianova, județul Timiș, România – d. 12.10. 2005, Drobeta Turnu Severin, România) a fost un pictor român.

## Biografie
A urmat studii de specialitate la Facultatea de arte plastice, Timișoara (1962 — 1965), completate cu licență în muzeologie la Institutul de arte plastice „Nicolae Grigorescu”, București. A profesat în domeniul specialități la liceele din Bălteni, jud. Gorj (1965 — 1968), apoi la Liceul de artă din Drobeta-Turnu Severin (din 1968), îndeplinind sezonier și funcția de metodist în probleme de artă plastică la Casa de creație din Turnu Severin. Din 1965 este prezent constant, anual, la sinteze expoziționale cu caracter interregional și județean, deschise la Timișoara, Craiova, Tn. Severin, Tg. Jiu, Reșița. A participat, de asemenea, la expozițiile profesorilor de desen în plan local și național, la expoziții republicane deschise la București, Craiova, Timișoara, etc., la numeroase expoziții de grup și expoziții internaționale.

## Comentarii critici
„... Se remarcă în mod deosebit o preocupare pentru temele majore, pentru problemele esențiale ale existenței. În tablourile „Prometeu”, „Icar”, „Laocoon”, „Hecuba”, loan Florea preia câteva motive mitologice și literare, transpunându-le într-o manieră modernă, îmbogățindu-le cu sensuri noi. Tragismul existenței cotidiene, claustrarea individului într-o societate care-i este ostilă sunt puternic sugerate în lucrarea „Kafka”. În unele lucrări loan Florea a folosit și suporturi preparate pe bază de nisip: „Poarta”, „Kafka”. Se remarcă importanța pe care o dă tânărul pictor liniei și petei, urmărind o echilibrare a lor. Expoziția ne atestă un autentic colorist...”. ȘT. CUCU, 1967
„Parcurgerea unor variate experimente materializate într-un limbaj mai mult sau mai puțin figurativ l-au condus pe pictorul loan Florea la studiul calităților emoționale ale liniei, culorii și al raporturilor posibile ale acestor elemente. În creația sa această intenție se consolidează într-o premiză teoretică consecvent urmărită [...) Structuri volumetrice ritmate cu o precizie aproape matematică dar și cu fantezie, susținute de rafinamente cromatice conferă operelor o aparență decorativă. Dar dincolo de această înfățișare - și aceasta rezumă caracterul bivalent al picturii lui - loan Florea redimensionează intuitiv imagini ale materiei infinitezimale. Suprapuneri de planuri transparente, calme sau contorsionate, perforate ca niște simbolice ferestre deschise spre cunoaștere; explozii monocrome în forme precise, rectilinii, prilejuiesc descifrări pline de sensibilitate în tainele culorii. Creația - apriorică încarnată în viziuni microcosmice a pictorului loan Florea îl așează undeva între limitele foarte elastice ale abstracționismului de esență rațională”. CORIOLAN BABEȚI, 1990
„Pentru loan Florea pictura este o continuă, benefică experiență. Pornind de la teme și motive Clasice, uneori mitologice, tentat de studiul suprafețelor vii, el se aventurează deseori în captivante jocuri de spații și lumină. Este greu de spus când face trecerea dintre figurativ și non-figurativ [...]. Natura îl face să uite de infinitele combinații raționale și ea dă întreaga măsură a generozității artistice a pictorului. Peisajele lui loan Florea sunt armonioase, ele se construiesc pe analogia contrariilor. Tonurile se atrag după o simplă și tainică percepție a spiritului locului. Vesele sau triste, peisajele sale sunt aproape întotdeauna calme, reținute, ca vechile balade...” VICTOR ȘONEA, 2000

## Expoziții personale
- 1965 - Prima expoziție personală -Timișoara
- 1967 - A doua expozitie personală la Tg. Jiu
- Exp. profesorilor de desen la Tg. Jiu
- Exp. interregională a UAP -Craiova
- 1968  - A treia expoziție personală -Tr. Severin
- Salonul de toamnă al UAP-Timișoara
- 1969 - A patra expoziție personală -Craiova
- Exp. interjudețeană a UAP -Tr.Severin
- 1970 - A cincea expoziție personală -Băile Herculane
- Expoziție de grup jud.la Tr. Severin
- Expozitie interjudețeană a UAP -Deva, Petroșani, Craiova
- Salonul anual al UAP -Timișoara
- 1971 - A șasea expoziție personală -Tr. Severin
- Expoziția omagială in și pentru Hidrocentrala „Porțile de Fier” -Tr. Severin
- 1972  - Expoziție de grup -Tr. Severin
- Expozitie națională a profesorilor de desen -Botosani
- 1973  - Salonul județean de artă „7 plasticieni mehedințeni”
- 1974 - Salonul județean de artă -Tr. Severin
- 1975 - Salonul județean de artă -Tr. Severin
- Salonul de toamnă al UAP -Timisoara
- 1976 - Expoziția națională -Bucuresti
- Salonul județean de artă -Tr. Severin
- 1977 - Exp. județeană „Cântarea României” -Tr. Severin
- Salonul anual al UAP -Timișoara
- Centenarul independenței” -Tr. Severin
- 1978 - Salonul de toamnă al UAP -Timișoara
- Salonul județean de artă -Tr. Severin
- Exp. republicană a cadrelor didactice -București
- Exp. de grup la Negotin, Serbia
- 1979 - Exp. „Cântarea României” -Craiova
- „Culorile eliberării” -Turnu Severin
- Exp. de grup -Timisoara
- Salonul anual al UAP --Timisoara
- Salonul județean de artă -Turnu Severin
- 1980 - Congresul al 2-lea al FDUS -Turnu Severin
- „ Culori pentru țară” -Turnu Severin
- Exp. de grup, Muzeul Național -Zajecar, Serbia
- Salonul județean de artă -Turnu Severin
- Salonul anual al UAP -Timisoara
- 1981 - Salonul județean de artă -Turnu Severin
- Cântarea României” -Craiova
- Exp. de grup la „Porțile de Fier II”- Gruia
- Exp. de grup, Muzeul Național Zajecar,Serbia
- 1982  - Salonul județean de artă -Turnu Severin
- Exp. de grup, Muzeul Național-Turnu Severin
- Exp. de grup -Timisoara
- 1983  - Salonul județean de artă -Turnu Severin
- Exp. de grup la galeria Helios -Turnu Severin
- Exp. “Mraconia” 82 -Turnu Severin
- Exp. de grup la galeria Apollodor -Turnu Severin
- 1984  - „Mraconia” 83 -Turnu Severin
- Exp. de grup, galeria Apollodor -Turnu Severin
- Exp. de grup - Salonul anual UAP Vidin, Bulgaria
- Prima ediție a târgului de artă, galeria Dalles -Bucuresti
- „Culori pentru țară” -Turnu Severin
- Etapa republicană „Cântarea României” -Craiova
- Salonul anual de artă -Turnu Severin
- „Promoția 65”, galeria Agora -Resita
- „Mraconia” 84 -Turnu Severin
- Salonul anual al UAP -Timisoara
- 1986   - „Patru artiști severineni”, galeria „Pro Arte” -Lugoj
- Exp de grup, aprilie -Turnu Severin
- Bienala de pictură, „Dalles” -București
- „Bahna” -Tr. Severin
- Salonul județean de artă -Tr. Severin
- Salonul anual UAP -Timișoara
- 1987  - „Mraconia 86” - Tr, Severin
- Semenic 87 „ galeria Agora- Reșița
- 1988   - Exp.de grup, galeria Apollodor -Tr, Severin
- Bienala de pictură - Dalles București
- ”Mraconia 87” -Tr. Severin
- „Pictori în Almăj” - Bozovici, Reșița
- Salonul județean de artă -Tr. Severin
- Salonul anual UAP -Timișoara
- Republicana „Cântarea României”- București
- 1989  - „Mraconia 88” -Tr. Severin
- Bozovici 88” -Reșița
- Salonul anual UAP -Timișoara
- Salonul județean -Tr. Severin
- 1990 - Exp.de grup -Tr. Severin
- A șaptea expoziție personală, itinerantă- Kucevo, Maidanpek, Milanovac
- „Mraconia 89”  -Tr. Severin
- UAP Timișoara - Szeghed, Ungaria
- 1991 -Exp.de grup -Tr. Severin
- „Gărâna 90” -Reșița
- „Mraconia 90” -Tr. Severin
- Salonul anual UAP -Timișoara
- Salonul anual -Tr. Severin
- 1992  - Exp.degrup- Tr. Severin
- „Mraconia 91” -Tr. Severin
- „ Salonul anual -Tr.Severin
- 1993   -„Mraconia 92” -Tr.Severin
- Salonul anual -Tr. Severin
- 1994  -„Mai de Creteurs" -Franța Orly
- „Mraconia 93" -Tr. Severin
- Salonul anual al artiștilor din Oltenia -Craiova
- 1995  -„Mraconia94” -Tr. Severin
- Expozitie grup „Mraconia” -București
- Salonul anual -Tr. Severin
- Salonul anual UAP Timișoara
- Exp. de grup - Franța, Orly
- 1996  - „Zilele Severinului” -Tr. Severin
- Exp. de grup, galeria Calderon -București
- „Mraconia 95” -Tr. Severin
- Salonul anual al UAP -Timișoara
- 1997  - Exp. în spațiu neconvențional„Oblio” -Tr. Severin
- Salonul de sud I - Râmnicu Vâlcea
- „Zilele Severinului” - Tr, Severin
- „Mraconia 96” Tr.Severin
- Salonul anual al UAP - Timișoara
- 1998  - Salonul de sud II -Ramnicul Valcea
- „Zilele Severinului”- Tr. Severin
- Salonul National de Arta - Resita
- „Mraconia 97” - Tr.Severin
- 1999  - „Zilele Severinului” - Tr. Severin
- „Mraconia 98” - Tr.Severin
- Salonul anual UAP Mehedinți-Tr. Severin
- 2000  - Zilele Severinului
- Retrospectiva, Muzeul de Arta -Turnu Severin
- 2001  - Zilele Severinului
- Mraconia 2000” -Tr. Severin
- -2002 - Zilele Severinului- Tr. Severin
- Salonul anual UAP Mehedinți - Tr, Severin
- „Mraconia 2001” - Tr. Severin
- 2003 - Salonul anual UAP Mehedinți -Tr. Severin
- Mraconia 2002- Tr. Severin
- 2004 - „Zilele Severinului” -Tr. Severin
- Salonul anual UAP Mehedinți - Tr. Severin
- „Mraconia 2003” -Tr. Severin
- 2005 -  Exp.de grup -Tr. Severin
- Exp de grup -Tr. Severin
- 2006 - Retrospectiva IOAN FLOREA, post mortem, Muzeul de Artă Tr. Severin